# Deleatidium lillii
Deleatidium lillii är en dagsländeart som beskrevs av Eaton 1899. Deleatidium lillii ingår i släktet Deleatidium och familjen starrdagsländor. Inga underarter finns listade i Catalogue of Life.